# Kupang (Tebing Tinggi)
Kupang is een bestuurslaag in het regentschap Empat Lawang van de provincie Zuid-Sumatra, Indonesië. Kupang telt 2000 inwoners (volkstelling 2010).